# Петър Панайотов (цирков артист)
Вижте пояснителната страница за други личности с името Петър Панайотов.
Петър Панайотов е български цирков артист, педагог и основоположник на цирковото изкуство в България.

## Биография
Роден е в София през 1878 г. От 1889 г. работи като общ работник в гостуващия италиански цирк на Пизи. Първото му участие е в комична сценка, но след това изпълнява акробатика заедно със свой връстник – Коста Шалгинов. Там се запознава с цирковото изкуство и усвоява жанровете акробатика, еквилибристика, гимнастика, дресура и клоунада.
От 1892 до 1897 г. подготвя създаването на Първа българска гимнастическа, акробатическа и комична трупа „Българско знаме“. След Първата световна война работи заедно с Александър и Лазар Добрич. Почива през 1926 г.

## Памет
На Петър Панайотов е наречена е улица в кварталите „Военна рампа“ и „Илиянци“ в София (Карта).